# لاک-او-سومون، کبک
لاک-او-سومون (به فرانسوی: Lac-au-Saumon) شهری در منطقه شهری لا ماتاپدیا ناحیه با-سن-لوران در استان کبک کانادا است. در سرشماری سال ۲۰۱۱ این شهر ۱٬۵۰۲ نفر جمعیت داشته‌است و مساحت آن ۷۹٫۷۴ کیلومتر مربع است.